# US Bougouni
Union Sportive Bougouni w skrócie US Bougouni – malijski klub piłkarski, grający w pierwszej lidze, mający siedzibę w mieście Bougouni.

## Sukcesy
- Puchar Mali[1]:
  - zwycięstwo (1): 2012.

## Występy w afrykańskich pucharach
| Sezon | Rozgrywki           | Runda   | Kraj    | Klub             | Dom | Wyjazd | Dwumecz |
| ----- | ------------------- | ------- | ------- | ---------------- | --- | ------ | ------- |
| 2013  | Puchar Konfederacji | wstępna | Kamerun | Unisport Bafang  | 2–0 | 1–0    | 3–0     |
| 2013  | Puchar Konfederacji | 1       | Angola  | Recreativo Caála | 0–2 | 0–4    | 0–6     |

## Stadion
Domowe mecze klub rozgrywa na stadionie o nazwie Stade Modibo Keïta w Bamako. Stadion może pomieścić 8000 widzów.

## Reprezentanci kraju grający w klubie
Stan na styczeń 2023.
| - Moctar Cissé - Hamidou Sinayoko | - Eli Sewonou |